# Brian Davies
Brian Davies, född 1951, är en brittisk filosof, professor i filosofi vid Fordham University i New York. Han är författare till An Introduction to the Philosophy of Religion, som har översatts till fem språk.
Brian Davies har presenterat en lösning på teodicéproblemet: En teodicé på thomistisk grund.[källa behövs] I denna ifrågasätter han ett nyckelbegrepp i frågeställningen, nämligen godheten. Vad betyder det att Gud är god? Kan vi applicera våra moraliska normer på Gud? Enligt Davies är Gud ontologiskt god – han är själva fullkomligheten. Man kan alltså fråga sig vad som förpliktigar Gud till något i förhållande till världen.